# Габане
Габане (англ. Gabane) — населённый пункт сельского типа на юго-востоке Ботсваны, на территории округа Квененг.

## Географическое положение
Расположен в юго-восточной части округа, в 15 км к западу от столицы страны, города Габороне, на высоте 1053 м над уровнем моря. Является частью столичной агломерации, население которой по данным переписи 2011 года составляет 421 907 человек.

## Население
По данным переписи 2011 года население деревни составляет 14 842 человека. Является четвёртым по величине населённым пунктом округа.
Динамика численности населения деревни по годам:
| 1981  | 1991  | 2001   | 2011   | 2013   |
| ----- | ----- | ------ | ------ | ------ |
| 2 688 | 5 975 | 10 399 | 14 842 | 15 933 |